# Nerea Arrien
Nerea Arrien Elordi (Lequeitio, Vizcaya, 1976) es una escritora vizcaína. Estudió la carrera de Bioquímica. Vive en San Sebastián y trabaja de profesora.
Entre los cuentos que ha escrito, destacan Hiria eta olatua  y Bi bala, premiados uno en 2001 y el otro en 2013 respectivamente.  En  2016 consiguió el Premio Xabier Lizardi con Pentsatzeko txokoa y en  2022, el Premio Xabier Lete con Zoonomia.

## Obra
- Pentsatzeko txokoa (Erein, 2016, ISBN 9788491090991)
- Hirutter (Erein, 2017, ISBN 9788491092339)
- Atrapa Eguna (Erein, 2017, ISBN 9788491092452)[3]
- Jende likidoa (Erein, 2021, ISBN 9788491096016)
- Zoonomia (Pamiela, 2022, ISBN 9788491722915)